# Dettingen an der Iller
Dettingen an der Iller är en kommun i Landkreis Biberach i det tyska förbundslandet Baden-Württemberg. Folkmängden uppgår till cirka 2 700 invånare, på en yta av 11,14 kvadratkilometer.
Kommunen ingår i kommunalförbundet Illertal tillsammans med kommunerna Berkheim, Erolzheim, Kirchberg an der Iller och Kirchdorf an der Iller.

## Befolkningsutveckling
| Befolkningsutvecklingen i Dettingen an der Iller 1975–2015 | Befolkningsutvecklingen i Dettingen an der Iller 1975–2015 | Befolkningsutvecklingen i Dettingen an der Iller 1975–2015 | Befolkningsutvecklingen i Dettingen an der Iller 1975–2015 | Befolkningsutvecklingen i Dettingen an der Iller 1975–2015 |
| ---------------------------------------------------------- | ---------------------------------------------------------- | ---------------------------------------------------------- | ---------------------------------------------------------- | ---------------------------------------------------------- |
|                                                            |                                                            |                                                            |                                                            |                                                            |
| År                                                         |                                                            |                                                            | Folkmängd                                                  | Areal (ha)                                                 |
| 1975                                                       | 1975                                                       |                                                            | 1 557                                                      | 1 114                                                      |
| 1980                                                       | 1980                                                       |                                                            | 1 618                                                      |                                                            |
| 1985                                                       | 1985                                                       |                                                            | 1 524                                                      |                                                            |
| 1990                                                       | 1990                                                       |                                                            | 1 639                                                      |                                                            |
| 1995                                                       | 1995                                                       |                                                            | 1 929                                                      |                                                            |
| 2000                                                       | 2000                                                       |                                                            | 2 105                                                      |                                                            |
| 2005                                                       | 2005                                                       |                                                            | 2 255                                                      |                                                            |
| 2010                                                       | 2010                                                       |                                                            | 2 336                                                      |                                                            |
| 2015                                                       | 2015                                                       |                                                            | 2 357                                                      |                                                            |
|                                                            |                                                            |                                                            |                                                            |                                                            |